# Wikstroemia baimashanensis
Wikstroemia baimashanensis är en tibastväxtart som beskrevs av S.C. Huang. Wikstroemia baimashanensis ingår i släktet Wikstroemia och familjen tibastväxter. Inga underarter finns listade i Catalogue of Life.